# Mateusz Głowacki
Mateusz Głowacki  (ur. 4 lutego 1982 w Brzegu Dolnym) – polski reżyser i scenarzysta filmowy. W 2014 roku ukończył reżyserię na Wydziale Radia i Telewizji im. Krzysztofa Kieślowskiego Uniwersytetu Śląskiego w Katowicach.
Laureat stypendium artystycznego "Młoda Polska" za rok 2013, przyznawanego przez Ministerstwo Kultury i Dziedzictwa Narodowego. 

## Wybrana Filmografia
- 2014 Sonda o mężczyznach - scenariusz, reżyseria, montaż, koproducent
- 2013 Zabicie ciotki - scenariusz, reżyseria
- 2012 Kiedy ranne wstają zorze - scenariusz, reżyseria
- 2012 Sonda o kobietach - scenariusz, reżyseria, montaż, producent
- 2011 Ryszard - scenariusz i reżyseria, obsada aktorska (śpiący pijak)

## Wybrane nagrody i wyróżnienia
- 2015 Grand Prix za film "Sonda o mężczyznach" - ProFiRe Short Film Festival, Edynburg
- 2015 Nagroda Publiczności za film "Sonda o mężczyznach" - Międzynarodowy Festiwal Filmów Studenckich, Rijeka
- 2015 Nagroda Publiczności w konkursie Poznań Open za film "Sonda o mężczyznach" Short Waves Festival, Poznań
- 2015 Nagroda dla najlepszego filmu fabularnego w konkursie studenckim za film "Zabicie ciotki" - Międzynarodowy Festiwal Filmów dla Dzieci i Młodzieży, Zlin
- 2014 Grand Prix za film "Kiedy ranne wstają zorze" - Przegląd Najlepszych Filmów Polskiego Kina Niezależnego "Best Off", Warszawa
- 2014 Nagroda Główna w konkursie Poznań Open za film "Zabicie ciotki" - Short Waves Festival, Poznań
- 2014 Grand Prix za film "Zabicie ciotki" - Międzynarodowy Konkurs Filmów Krótkometrażowych "Wiz-Art", Lwów
- 2014 Grand Prix za film "Sonda o mężczyznach" - Międzynarodowy Festiwal Filmów Dokumentalnych, Kijów
- 2014 Grand Prix w kategorii filmów studenckich za film "Sonda o mężczyznach" - Międzynarodowy Festiwal Filmów Niezależnych im. Ireneusza Radzia "Publicystyka", Kędzierzyn-Koźle
- 2013 Jańcio Wodnik za najlepszy krótkometrażowy film fabularny za film "Kiedy ranne wstają zorze" -  Ogólnopolski Festiwal Sztuki Filmowej "Prowincjonalia", Września
- 2013 Złote Grono w kategorii krótkich filmów fabularnych za film "Zabicie ciotki" - Lubuskie Lato Filmowe, Łagów
- 2013 Nagroda dla najlepszego krótkometrażowego filmu dokumentalnego za film "Sonda o kobietach" - Central and Eastern European Film Festival "CinEast", Luksemburg
- 2013 Wyróżnienie w konkursie polskim za film "Zabicie ciotki" - Krakowski Festiwal Filmowy, Kraków
- 2013 Don Kichot, Nagroda Jury Międzynarodowej Federacji Klubów Filmowych FICC za film "Zabicie ciotki" - Międzynarodowy Festiwal Filmowy "Etiuda & Anima", Kraków
- 2013 Srebrny Dinozaur  za film "Zabicie ciotki" - Międzynarodowy Festiwal Filmowy "Etiuda & Anima", Kraków
- 2013 Nagroda Publiczności "Dziki Żubr" za film "Zabicie ciotki" - Międzynarodowy Festiwal Filmów Krótkometrażowych "żubrOFFka", Białystok
- 2012 Nagroda Publiczności za film "Sonda o kobietach" - Festiwal Filmów Dokumentalnych "Okiem Młodych", Świdnica
- 2012 II Nagroda w Niezależnym Konkursie Filmów Krótkometrażowych za film "Kiedy ranne wstają zorze" - Festiwal Filmu i Sztuki „Dwa Brzegi”, Kazimierz Dolny
- 2012 Nagroda Jury dla Najlepszego Filmu w konkursie "Młode Kino Polskie" za film "Kiedy ranne wstają zorze" - Festiwal Polskich Filmów Fabularnych, Gdynia